# 4004 Listʹev
4004 Listʹev este un asteroid din centura principală, descoperit pe 16 septembrie 1971 de Observatorul din Crimeea.